# Id Tech 4
id Tech 4, también conocido como el motor de Doom 3, es un motor de videojuego desarrollado por id Software y usado por primera vez en el juego Doom 3. El motor fue diseñado por John Carmack, quien también había creado motores anteriores como los usados en Doom o Quake, los cuales también son reconocidos como avances significativos en su campo. Básicamente id Tech 4 es una mejora del motor id Tech 3 pero con varias modificaciones para agregar efectos de última generación.

## Historia
El engine se comenzó a desarrollar alrededor de 1999, originalmente se había planeado que el motor de renderizado sería completamente reescrito pero se mantendrían otros subsistemas como los de accesos a ficheros o el planificador de memoria. Pero después de que el motor de renderizado fuera completado se decidió cambiar el código del motor del lenguaje C a C++ lo que exigió volver a estructurar y escribir completamente el motor por lo que el proyecto terminó tardando más de lo esperado. 
id Tech 4 requería como mínimo una Tarjeta gráfica compatible con DirectX 8.0 y que poseyera al menos la primera versión de Pixel shader como por ejemplo una Nvidia GeForce 3 o ATI Radeon 8500. Para el E3 del 2002, ya se recomendaban tarjetas superiores para poder correr Doom 3 con buenos gráficos y con una buena velocidad.
Pasaban los meses y aparecían fotos que las revistas de videojuegos criticaban porque tenían demasiado detalle y habría que desactivar los efectos y sombras para poder jugar. Al terminar el juego en 2004, esa fue una de sus mayores críticas ya que necesitaba mucha potencia de hardware para poder ejecutarlo fluidamente, aunque se ha conseguido correr en placas de video más antiguas como algunas voodoo o SIS.

## Inconvenientes
Durante el desarrollo, Creative Labs instó a Id Software para que no usara el método de sombra de doble pasada zfail que tenían patentado. De esta forma Doom 3 no poseía soporte EAX.

## Licencia
Jonh Carmack ha dicho que liberaría el código de id Tech 4 al igual que hizo con el resto de desarrollos anteriores de ID. Durante la QuakeCon 2009, Carmack dijo que tenía planeado pedir a Zenimax liberar el código de id Tech 4 después del lanzamiento de Rage.
Finalmente, el 23 de noviembre de 2011 se liberó bajo licencia GPL versión 3.

## Videojuegos que usan id Tech 4
- Doom 3 (2004) - by Id Software
- Doom 3: Resurrection of Evil (2005) - by Nerve Software
- Quake 4 (2005) - by Raven Software
- Prey (2006) - by Human Head Studios
- Enemy Territory: Quake Wars (2007) - by Splash Damage
- Wolfenstein (2009) - by Raven Software
- Brink (2011) - by Splash Damage
- Doom 3 BFG Edition (2012) - by Id Software
- The Dark Mod (2013)
- Quadrilateral Cowboy (2016) - by Blendo Games
- Skin Deep (2025) - by Blendo Games